# Estadio Municipal Germán Becker
Het Estadio Municipal Bicentenario Germán Becker Bächler is een voetbalstadion in Temuco, dat plaats biedt aan 18.125 toeschouwers. De bespeler van het stadion is Deportes Temuco. Het stadion werd geopend in 1965 en is ontworpen door de Chileense architecten Sergio Ferreira en Madrid Roberto. Op 3 december 1993 werd het stadion vernoemd naar de oud-burgemeester van de stad en oud-voorzitter van de club, Germán Becker Bächler, die het initiatief had genomen voor de bouw van het stadion. In 2015 werd het stadion uitgekozen als een van de negen stadions op de Copa América. Op dat toernooi werden drie wedstrijden in het stadion gespeeld, met het groepsduel tussen Colombia en Peru (0–0) als best bezochte duel (17.332 toeschouwers).

## Interlands
| № | Datum         | Wedstrijd       | Uitslag | Competitie        | Toeschouwers |
| - | ------------- | --------------- | ------- | ----------------- | ------------ |
| 1 | 22 april 1995 | Chili – IJsland | 1 – 1   | Vriendschappelijk | 10.000       |
| 2 | 15 juni 2015  | Brazilië – Peru | 2 – 1   | Copa América 2015 | 16.342       |
| 3 | 21 juni 2015  | Colombia – Peru | 0 – 0   | Copa América 2015 | 17.332       |
| 4 | 25 juni 2015  | Bolivia – Peru  | 1 – 3   | Copa América 2015 | 16.872       |

Estadio Regional de Antofagasta (Antofagasta) · Estadio La Portada (La Serena) · Estadio Sausalito (Viña del Mar) · Estadio Elías Figueroa Brander (Valparaíso) · Estadio Nacional (Santiago) · Estadio Monumental David Arellano (Santiago) · Estadio El Teniente (Rancagua) · Estadio Municipal de Concepción (Concepción) · Estadio Municipal Germán Becker (Temuco)